# العلاقات التونسية المصرية
العلاقات المصرية التونسية هي العلاقات الثنائية بين كلاً من الجمهورية التونسية وجمهورية مصر العربية

## نبذة تاريخية عن العلاقات بين مصر وتونس
- تتسم العلاقات السياسية بين مصر وتونس بالقوة وتطابق وجهات النظر في مختلف القضايا الإقليمية والدولية والتنسيق في المحافل الدولية.
- ويعد التواصل بين مصر وتونس ذا جذور تاريخية، فعاصمة الفاطميين انتقلت من المهدية في تونس إلى القاهرة، ونقلت معها الآثار الإسلامية والعمارة الفاطمية إلى مصر. فمن جامع الزيتونة إلى الأزهر يتواصل الفكر الإسلامي المعتدل والمستنير.

تتسم العلاقات السياسية بين مصر وتونس بالقوة والمتانة ويسودها التفاهم و لا توجد عقبات تعترض مسار هذه العلاقات بشكل عام. وينعكس هذا التفاهم في المواقف المتشابهة التي تتبناها الدولتان تجاه مختلف القضايا ذات الاهتمام المشترك وعلى رأسها القضية الفلسطينية  و المسألة العراقية والوضع في السودان والموقف المتأزم في لبنان.
- تحرص البلدان على التشاور وتنسيق المواقف في مختلف المحافل الدولية والإقليمية بما يحقق مصالحهما المشتركة، ونذكر في هذا الصدد على سبيل المثال التأييد المتبادل للترشيحات المصرية والتونسية في مختلف المنظمات الإقليمية والدولية.
- الإطار العام للعلاقات الثنائية بين البلدين:

1. تمثل اللجنة العليا المشتركة برئاسة رئيس الوزراء المصرى والوزير الأول الأول التونسي الإطار الشامل المنظم للعلاقات بين البلدين، ومن المفترض أن يتم عقد اللجنة بشكل سنوي بالتبادل بين عاصمتي الدولتين، وقد عقدت الدورة في مصر يومى 30 يونيو و1 يوليو 2007.
2. وقد شهد عامي 2005 و2006 نشاطاً مكثفاً للجان القطاعية والفنية المشتركة بين الدولتين، حيث انعقدت لجنة التعاون العلمى والتكنولوجيا، واللجنة الدينية، واللجنة الفنية في مجال النفط والغاز، واللجنة السياحية، واللجنة الجمركية (مرتين الأولى بالقاهرة خلال شهر مايو 2007 والثانية بتونس خلال شهر يوليو 2007)، واللجنة القنصلية، ولجنة النقل.
3. وقد عقدت بتونس يومي 6 و7 مارس 2007 أعمال الدورة العاشرة  للجنة المتابعة و التشاور السياسي  برئاسة وزيرى خارجية البلدين، وقد استقبل الرئيس التونسى  زين العابدين بن علي  الوزير خلال الزيارة، وتجدر الإشارة إلى أن الزيارة كان لها أثر إيجابي ملموس على صعيد العلاقات الثنائية لاسيما أنها تمت بعد فترة انقطاع منذ عام 2001.
4. وقد توافد على تونس خلال عامي 2006 و2007 وفود مصرية عديدة من كافة الوزارات والهيئات والمصالح وارد المائية، ووفد مجلس الشعب المصرى، ووزير الداخلية، ووزير النقل، ورئيس مجلس الشعب، ومحافظ البنك المركزى المصرى، بالإضافة إلى العديد من الوفود الثقافية الحكومية، أبرزهم زيارة وزير السياحة، و وزيرة التعاون الدولى، و وزير الم والفنية والرياضية.

شهدت العلاقات التونسيّة المصريّة بعض التوتّر في الخمسينات والستينات من القرن العشرين بين نظامي حكم  جمال عبد الناصر الناصر ونظام حكم بورقيبة لأسباب عدّة وصلت إلى حدّ قطع العلاقات.

## الزيارات الثنائية
- وفد من وزارة البحث العلمي برئاسة الأستاذ الدكتور محمد طارق حسين رئيس أكاديمية البحث العلمي والتكنولوجيا لحضور اجتماعات اللجنة الفنية المصرية التونسية للتعاون في مجال التعليم العالي خلال الفترة من 27 إلى 30 يناير 2009.
- زيارة وزير الأوقاف المصر الدكتور محمد حمدي زقزوق خلال الفترة من 16 إلى 18 فبراير في إطار مشاركته في الندوة العلمية المشتركة التونسية المصرية الثانية بعنوان «الإعلام الديني وتحديات العصر». يحظى الدكتور زقزوق باحترام كبير في تونس نظراً لآرائه وإسهاماته الفكرية وقد حصل على جائزة الرئيس زين العابدين العالمية للشئون الإسلامية عام 1987.
- زيارة  السفير عبد الرحمن صلاح مساعد وزير الخارجية للشئون العربية لرئاسة الجانب المصرى في جولة المباحثات السياسية يومي 26 و27 فبراير 2009.
- وفد من وزارة الكهرباء برئاسة المهندس حسن محمود حسنين وكيل الوزارة للمشاركة في الاجتماع الخامس للجنة الفنية المشتركة في مجال الكهرباء خلال الفترة من 31 مارس إلى 2 أبريل 2009.
- زيارة الأستاذ الدكتور هاني هلال وزير التعليم العالي خلال الفترة من 30 يونيو إلى 3 يوليو 2009.
- المهندس محمد همام المشرف على قطاع التعاون مع الهيئات الدولية بوزارة التعاون الدولى للتفاوض مع  البنك الأفريقي للتنمية  على قرض محطة معالجة الجبل الأصفر خلال الفترة من 8 إلى 12 سبتمبر 2009 ثم زيارة متابعة خلال شهر أكتوبر 2009.
- مشاركة الدكتور ق فاروق العقدة محافظ البنك المصري في مجلس إدارة البنك الافريقى للتنمية خلال الفترة من 29 سبتمبر إلى 2 أكتوبر 2009.
- مشاركة السفير محمود فرغل مدير مركز القاهرة الإقليمي للتدريب على حل المنازعات وحفظ السلام في إفريقيا في ندوة عن دارفور يومي 1 و2 أكتوبر 2009.
- مشاركة اللواء أحمد رأفت واللواء دكتور طارق سليم في المؤتمر الثالث والثلاثين لقادة الشرطة والأمن العربي يومي 9 و10 ديسمبر 2009.
- زيارة السيد السفير محمد عبد الحكم مساعد الوزير للشئون القنصلية إلى تونس يومي 14 و15 ديسمبر 2009 لرئاسة الجانب المصري في أعمال الدورة العاشرة للجنة القنصلية المشتركة.
- زيارة الأستاذة أمانى يوسف نائب مدير عام مجموعة التعاون الدولى بالصندوق الاجتماعى للتنمية إلى البنك الافريقى للتنمية خلال الفترة من 15 إلى 18 ديسمبر. وقد عقدت على هامش الزيارة لقاءات مع الوكالة الوطنية للتشغيل والعمل المستقل و البنك التونسي للتضامن  لبحث الموضوعات العالقة استعداداً لاجتماعات اللجنة العليا المصرية التونسية.

## الإطار التعاقدي
- تمثل اللجنة العليا المشتركة برئاسة رئيس الوزراء المصرى والوزير الأول التونسي الإطار الشامل المنظم للعلاقات بين البلدين. ويتم عقد اللجنة العليا سنوياً بالتبادل في عاصمتي البلدين. وقد عقدت الدورة الثالثة عشر بتونس في أكتوبر 2008.
- ينبثق من اللجنة العليا لجان قطاعية وفنية وهي لجنة المشاورات السياسية، ولجنة الزراعة، ولجنة السياحة، ولجنة الشؤون الدينية، ولجنة الشئون القنصلية، واللجنة العسكرية، واللجنة الجمركية، واللجنة الفنية في مجال البحث العلمي، كما تم الاتفاق على تشكيل فريق عمل في مجال الاعتراف المتبادل بشهادات المطابقة لحين انتهاء مهمته. وكذلك يوجد لجنة تشجيع الاستثمارات واللجنة الفنية في مجال النفط والغاز واللجنة الفنية في مجال الكهرباء واللجنة المشتركة للدواء، ولجنة الخبراء في مجال الضمان الاجتماعي واللجنة الفرعية في مجال التشغيل واللجنة الفنية في مجال الشباب ولجنة التعاون في مجال التدريب المهني، ولجنة النقل البرى واللجنة الملاحية، واللجنة الفنية للاتصال والمتابعة في مجال الإسكان والمرافق والتنمية العمرانية، ولجنة المتابعة في مجال البيئة.

## العلاقات الاقتصادية والتجارية
- تنظم العلاقات التجارية والاقتصادية إطارات ثلاث هي الاتفاقيات الثنائية حيث وقع البلدان على اتفاق التعاون الاقتصادي والاستثماري واتفاق حماية وتشجيع الاستثمارات واتفاقية تجنب الازدواج الضريبي (ديسمبر 1989)، واتفاقية منطقة التجارة الحرة العربية الكبرى (يناير 2005)، اتفاق أغادير  الذي يهدف إلى إقامة منطقة تبادل حر بين الدول الأربعة الموقعة على اتفاقيات الشراكة مع الاتحاد الأوروبي (مصر- تونس- المغرب- الأردن) كنواة لإقامة منطقة تجارة حرة أورومتوسطية (فبراير 2005).[3]
- شهد حجم التبادل التجارى بين مصر وتونس ارتفاعاً ملحوظاً خلال الفترة من 2007 إلى 2008 إلا أن عام 2009 شهد تراجعاً بسبب انعكاسات الأزمة المالية العالمية. وفيما يلي بيان بحجم الصادرات والواردات خلال الأعوام 2007 و2008 و2009.[4]

(القيمة بالمليون دولار أمريكي)
| العام | الصادرات المصرية | الواردات المصرية | حجم التبادل التجارى | الميزان التجارى لصالح مصر |
| ----- | ---------------- | ---------------- | ------------------- | ------------------------- |
| 2007  | 214.3            | 91.3             | 305.6               | 123                       |
| 2008  | 249.3            | 128.2            | 377.5               | 121                       |
| 2009  | 173.7            | 84.9             | 258.6               | 88.8                      |

- تتمثل أهم بنود الصادرات المصرية إلى تونس في زيوت النفط (عدا الخام)، مركزات البروتين والمواد البروتينية، الكربون، والبقوليات، البطاطس والفلفل المجفف، العسل الأسود (دبس السكر)، منتجات الألومنيوم، محضرات العناية بالأسنان والأجهزة الكهرومنزلية.
- بينما تتمثل أهم بنود الواردات المصرية من تونس في كل من زيوت النفط (عدا الخام)، مواد كيماوية متنوعة، الأقمشة والمنسوجات القطنية، منتجات الحديد والصلب، منتجات الألومنيوم، الورق والورق المقوى، الدقيق والسميد والمحضرات الغذائية من الكاكاو، زيت الزيتون والكسكسى.

الإطار العام للعلاقات الاقتصادية والتجارية بين البلدين:
- تحكم العلاقات التجارية بين مصر وتونس 3 اتفاقيات رئيسية هي:

1. إتفاق التبادل التجارى الحر الموقع بين البلدين في 5/3/1998، الذي يتضمن قوائم سلبية للسلع المتبادلة، ولا يلجأ إليه رجال الأعمال الآن في البلدين نظراً لاستفادتهم من الإعفاءات الكاملة الممنوحة في إطار إتفاقية منطقة التجارة الحرة العربية الكبرى.
2. اتفاق أغادير الموقع بين مصر وتونس والمغرب والأردن والموقع في 25/2/2004، والذي يمنح إعفاءات كاملة بين الدول الأعضاء بالاتفاقية، بالإضافة إلى مبدأ تراكم المنشآت لمدخلات السلع المتبادلة وإمكانية تصديرها إلى الاتحاد الأوروبى في إطار اتفاقيات الشراكة بين هذه الدول والاتحاد الأوروبى.
3. اتفاق  منطقة التجارة الحرة العربية  والذي دخل حيز التنفيذ اعتباراً من 1/1/2005.

- وقد ساهمت الاتفاقيتين الأخيرتين في مضاعفة حجم التبادل التجارى بين الدولتين الذي قفز من 63.28 مليون دولار عام 2003 إلى 156 مليون دولار عام 2006، ويميل الميزان التجاري لصالح مصر بما قيمته حوالى 56.4 مليون دولار عام 2006.
- وتجدر الإشارة إلى أن شركة أوراسكوم تليكوم تمتلك 50% من شركة تونيزيانا للتليفون المحمول، كما تقوم  شركة المقاولون العرب  بتشييد  جسررادس، وهو يعتبر أحد الجسور الكبرى التي توليها الحكومة التونسية اهتماماً كبيراً.

## العلاقات الثقافية والرياضية بين البلدين
- تشهد العلاقات الثقافية بين البلدين نشاطاً مكثفاً حيث تشارك الفرق الفنية المصرية في عدد كبير من المهرجانات التونسية، ومن ضمنها مشاركة فرقة العرض المسرحي «حاول مرة أخرى» في فعاليات الدورة الـ18 للمهرجان الدولي للمسرح بمدينة حمام الشط بولاية  بن عروس، ومشاركة فرقة الرقص المسرحي الحديث المصري التابعة لدار الأوبرا في المهرجان العالمي للرقص المعاصر بتونس خلال الفترة من 25 أبريل حتى 3 مايو 2010 بعرض «قصة الفراشة العذراء» عن السينما المصرية، والأسبوع الثقافي المصري بمدينة القيروان خلال الفترة من 10 إلى 15 نوفمبر 2009 بمناسبة احتفالاتها كعاصمة للثقافة الإسلامية 2009.
- بالإضافة إلى العلاقات الثقافية المتميزة يزور تونس بصفة دورية عدد كبير من الفرق الرياضية المصرية في إطار بطولات ومناسبات رياضية تستضيفها تونس من ضمنها فريقي ناديي الأهلي و الزمالك للكرة الطائرة (أبريل 2010)، نادي بتروجيت لكرة القدم (مايو 2010)، الفريق القومي للشطرنج (ديسمبر 2009)، المنتخب المصرى لكرة القدم لكرة القدم الخماسية (أغسطس 2009)، المنتخب المصرى لكرة اليد وفريق الاتحاد المصرى لألعاب القوى (يونيو 2009)، منتخب كرة اليد للناشئين (أبريل 2009)، الفريق القومى للتجديف (مارس 2009).